# Bolopus furcata
Bolopus furcata är en tvåvingeart som först beskrevs av Fallen 1826.  Bolopus furcata ingår i släktet Bolopus och familjen svampflugor. Inga underarter finns listade i Catalogue of Life.